# Chrysosaccaceae
Famille
Les Chrysosaccaceae sont une famille d'algues de l'embranchement des Ochrophyta de la classe des Chrysophyceae et de l'ordre des Chrysosaccales .
Les espèces du genre type ont été trouvées dans les ruisseaux et les étangs d'eau douce d'Europe centrale.

## Étymologie
Le nom vient du genre type Chrysosaccus, dérivé du grec χρυσός / khrusos, « couleur or », et du latin saccus, sac, littéralement « sac doré », en référence à la couleur et la morphologue de cet organisme « colonial vert pâle atteignant 15 cm de long, organisé en un sac de forme irrégulière ». Pascher créa le nom Chrysosaccus (et l'espèce Chrysosaccus incompletus), par analogie avec le genre Chlorosaccus,.

## Description
Chrysosaccus se présente sous la forme de « Cellules globuleuses ou allongées, le plus souvent disposées quatre par quatre, en colonies gélatineuses, flottantes ou fixes. La cellule est nue, avec de un à quatre chloroplastes et souvent un stigmate et des vacuoles contractiles ».

## Liste des genres
Selon AlgaeBase (26 janvier 2022) :
- Bourrellia Dillard
- Chalkopyxis Pascher
- Chrysosaccus Pascher, 1925
- Heimiochrysis Bourrelly
- Phaeosphaera West & G.S.West